# Niittykumpu (stacja metra)
Niittykumpu (szw. Ängskulla) – stacja metra helsińskiego znajdująca się w dzielnicy Niittykumpu, na terenie Espoo. 
Stację otwarto 18 listopada 2017, w ramach budowy tzw. Länsimetro.